# Ilvait
Ilvait là một khoáng vật silicat đảo kép, có công thức hóa học là CaFe2+2Fe3+Si2O7O(OH). Nó có mặt trong các đá biến chất tiếp xúc và quặng skarn, ít phổ biến trong syenite. Ilvait được phát hiện năm 1811 trên đảo của Elba và tên gọi ilvait có nguồn gốc từ tên Latin của đảo ilva. Đôi khi ilvait được gọi là Yenit